# Tamanho da vagina humana

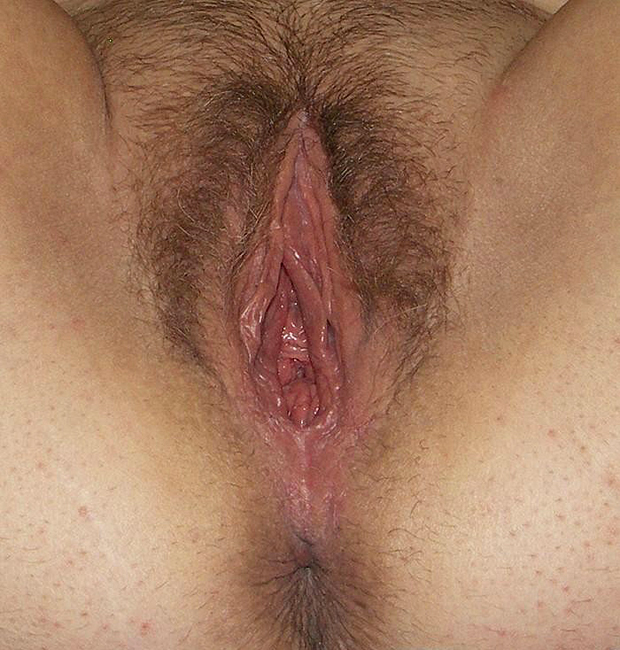
Vulva humana

As dimensões e a forma da vagina humana são muito importantes na medicina e na cirurgia; contudo, parece não haver uma maneira pela qual se caracteriza o tamanho e a forma da vagina. Além de variar de indivíduo para indivíduo, o tamanho e a forma da vagina de uma única pessoa podem ter variações durante a excitação sexual e a relação sexual. Carregar um bebê a termo, ou paridade, tem relação com um expressivo aumento no comprimento do fórnice vaginal. O efeito potencial da paridade pode resultar em um estiramento e alongamento do canal de parto no momento do parto vaginal.
Vários estudos foram feitos sobre as dimensões da vagina humana, mas não foram tão intensamente pesquisados quanto o tamanho do pênis.

## Dimensões no estado de linha de base
Durante um estudo de 1996 por Pendergrass et al. feito com moldes de vinil polisiloxano retirados das vaginas de 39 mulheres caucasianas, foram constatadas as seguintes faixas de dimensões:
- comprimentos (medidos usando hastes): 6.9 to 14.8 cm (2.7 to 5.8 in);
- larguras: 4.8 to 6.3 cm (1.9 to 2.5 in);
- diâmetros introitais: 2.4 to 6.5 cm (0.94 to 2.56 in)

Em um segundo estudo do mesmo grupo, foram comprovadas variações significativas de tamanho e forma entre as vaginas de mulheres de diferentes grupos étnicos. Ambos os estudos mostraram que há várias formas vaginais, descritas pelos pesquisadores como "lados paralelos, cônicos, coração, [...] lesma" e "semente de abóbora". Porém, Barnhart et al. não conseguiram encontrar nada correlacionado entre a raça e o tamanho da vagina. Eles também não conseguiram definir a forma vaginal como "coração, lesma, semente de abóbora ou lados paralelos", como sugerido anteriormente. Um estudo de 2003 do grupo de Pendergrass et al., que também usou fundições como método de medição, mediu as áreas de superfície vaginal que variam de 66 to 107 cm2 (10.2 to 16.6 sq in) com média de 87 cm2 (13.5 sq in) e um desvio padrão de 7.8 cm2 (1.21 sq in).
Em uma pesquisa publicada em 2006 por Barnhart et al., deram-se as seguintes dimensões médias, com base em exames de ressonância magnética de 28 mulheres:
- Comprimento médio do colo do útero ao introito: 6.3 cm (2.5 in).
- Largura média:
  - na vagina proximal: 3.3 cm (1.3 in);
  - no diafragma pélvico: 2.7 cm (1.1 in);
  - no introito: 2.6 cm (1.0 in)

Durante um estudo de 2006 nos EUA sobre o tamanho da vagina usando ressonância magnética (MRI) em 28 voluntárias com idades entre 18 e 39 anos, alturas que variam de 1,5 a 1,7 metros e pesos entre 49,9 e 95,3 kg, foi comprovado que houve uma variação superior a 100% entre o mais curto (40,8 milímetros) e o mais longo (95,0 milímetros) comprimento vaginal.

### Dispositivos médicos usados na vagina
Devido à grande variação nas dimensões vaginais que foram observadas em estudos como os acima, muitos dispositivos vaginais ajustados, como os pessários, não aderem a um princípio de "tamanho único".

## Excitação sexual
Lawrence, ao citar o livro Human Sexual Response (1966), de Masters e Johnson, afirma que as páginas 73 e 74 mostram que a profundidade vaginal das mulheres participantes teve uma variação de 7 a 7–8 cm (2.8–3.1 in) em um estado sem estimulação, para 11–12 cm (4.3–4.7 in) durante a excitação sexual com um espéculo no lugar.